# 野村亮介
野村 亮介（のむら りょうすけ、1993年7月9日 - ）は、静岡県清水市（現：静岡市清水区）出身の元プロ野球選手（投手）。右投右打。

## 経歴

### プロ入り前
清水飯田小学校1年生の時に「飯田リトルジャイアンツ」で野球を始め、清水飯田中学校3年生の時に全国中学校軟式野球大会に出場した。静清工業高校（2年生時より静清高校）に進むと3年生時（2011年）の春の選抜高校野球に出場、1回戦に登板し3失点完投勝利で京都成章を破り、2回戦の日大三戦でも3失点完投するも、チームは敗れた。同年夏の甲子園・静岡大会では準々決勝で常葉菊川に敗れ敗退した。
三菱重工横浜に入団すると1年目の2012年から都市対抗野球大会などに出場、2年目の2013年は9試合に登板し防御率7.71であったが、その後フォーム改造にも取り組み、3年目となった2014年の通算防御率は2.11。同年10月21日には第1回21U野球ワールドカップの日本代表のメンバーに選ばれた。
2014年10月23日に行われたプロ野球ドラフト会議で中日ドラゴンズから単独1位指名を受け、契約金1億円+出来高5000万円、年俸1500万円（いずれも推定）で仮契約し、入団した。山﨑康晃らがドラフト1位の有力候補として挙がる中、野村を高く評価したGMの落合博満（詳細後述）が監督の谷繁元信に獲得を提言し、話し合いの結果ドラゴンズが1位指名をすることになった。谷繁は「1位で指名でき、ローテーションに入れる投手が入ってくれた。コントロールにばらつきがなくスタミナがある、先発完投型として一番だろうということで指名した」と期待のコメントを寄せた。背番号は、かつて中日では杉下茂、権藤博、星野仙一、小松辰雄ら歴代エースが背負い、2013年オフに中田賢一が退団してからは空き番となっていた20に決まった。
ドラフト後に行われた第1回21U野球ワールドカップでは、抑えとして3試合3回無失点の成績で決勝を迎え、決勝の台湾戦にもリリーフで登板したが1回を5安打2失点であった。

### プロ入り後
2015年6月25日、対東京ヤクルトスワローズ11回戦（ナゴヤドーム）　9回表に3番手でプロ初登板。最初の打者西浦直亨をセカンドゴロに打ち取るも1回を被安打4四球1の3失点。
2016年以降は一軍公式戦への登板機会がなく、2017年10月3日に球団より戦力外通告を受けた。その後、12球団合同トライアウトを受けたものの獲得の意思を示す球団は現れず、12月2日付で自由契約選手として公示された。

### 現役引退後
11月29日に中日ドラゴンズから球団スタッフ（打撃投手）として契約したことが発表された。

## 選手時代の特徴
ストレートは社会人3年目で最速149km/h。変化球の持ち球はカーブ、スライダー、フォーク、カットボールなど。
野村を高く評価したGMの落合によると、1回目の視察では「どこにでもいる投手」という評価だったが、3日後にリリーフ登板した際の球威に着目し、その後は連投でも球威が落ちない点を高く買ったのだという。
中日スカウト部長だった中田宗男の証言によると、2014年ドラフト候補の選定段階では、スカウト部は有原航平と山崎康晃を高く評価していたが、落合は「もっと大化けしそうなやつはいないか？」と質問してきた。野村は、2014年の春先に見た時は良いボールを投げていて、都市対抗でも好投したが、秋に見に行ったらボールがまったく来ていなかった。ドラフト直前のスカウト会議で中田は、野村と横山雄哉（阪神1位）の2人を挙げた。横山もボールが早くて素材的に魅力があったがストライクを入れるのに苦労するタイプで、肩や肘に故障も抱えていた。野村か横山の2人で多数決がとられ、野村の指名が決まった。本来の野村はストレートが良く、日本代表に選ばれるなど素材的に面白いものは持っていた。しかし、入団直後の自主トレで、高校時代に骨折したことがある向こう臑（すね）を怪我したことが致命傷になった。怪我をかばって無理して投げていたから肩も故障し、選手寿命が縮まった。2014年のドラフトで、中日は全員即戦力狙いで、大学・社会人出身者を中心に指名したが、誰も1軍レギュラーに定着できなかったことについては、中田も「この年の失敗がその後の長期低迷の要因になっているのではないかという声も聞く。それも否定できない」と総括していた。

## 詳細情報

### 年度別投手成績
| 年 度    | 球 団    | 登 板 | 先 発 | 完 投 | 完 封 | 無 四 球 | 勝 利 | 敗 戦 | セ 丨 ブ | ホ 丨 ル ド | 勝 率 | 打 者 | 投 球 回 | 被 安 打 | 被 本 塁 打 | 与 四 球 | 敬 遠 | 与 死 球 | 奪 三 振 | 暴 投 | ボ 丨 ク | 失 点 | 自 責 点 | 防 御 率 | W H I P |
| -------- | -------- | ----- | ----- | ----- | ----- | -------- | ----- | ----- | -------- | ----------- | ----- | ----- | -------- | -------- | ----------- | -------- | ----- | -------- | -------- | ----- | -------- | ----- | -------- | -------- | ------- |
| 2015     | 中日     | 3     | 0     | 0     | 0     | 0        | 0     | 0     | 0        | 0           | .000  | 19    | 2.2      | 8        | 0           | 3        | 0     | 0        | 1        | 0     | 0        | 6     | 3        | 10.13    | 4.13    |
| NPB：1年 | NPB：1年 | 3     | 0     | 0     | 0     | 0        | 0     | 0     | 0        | 0           | .000  | 19    | 2.2      | 8        | 0           | 3        | 0     | 0        | 1        | 0     | 0        | 6     | 3        | 10.13    | 4.13    |

### 記録
投手記録
- 初登板：2015年6月25日、対東京ヤクルトスワローズ11回戦（ナゴヤドーム）、9回表に3番手で救援登板、1回3失点
- 初奪三振：同上、9回表に山田哲人から空振り三振

### 背番号
- 20 （2015年 - 2017年）
- 114 （2018年 - ）

### 代表歴
- 2014 21U 野球ワールドカップ 日本代表